# 翡翠角

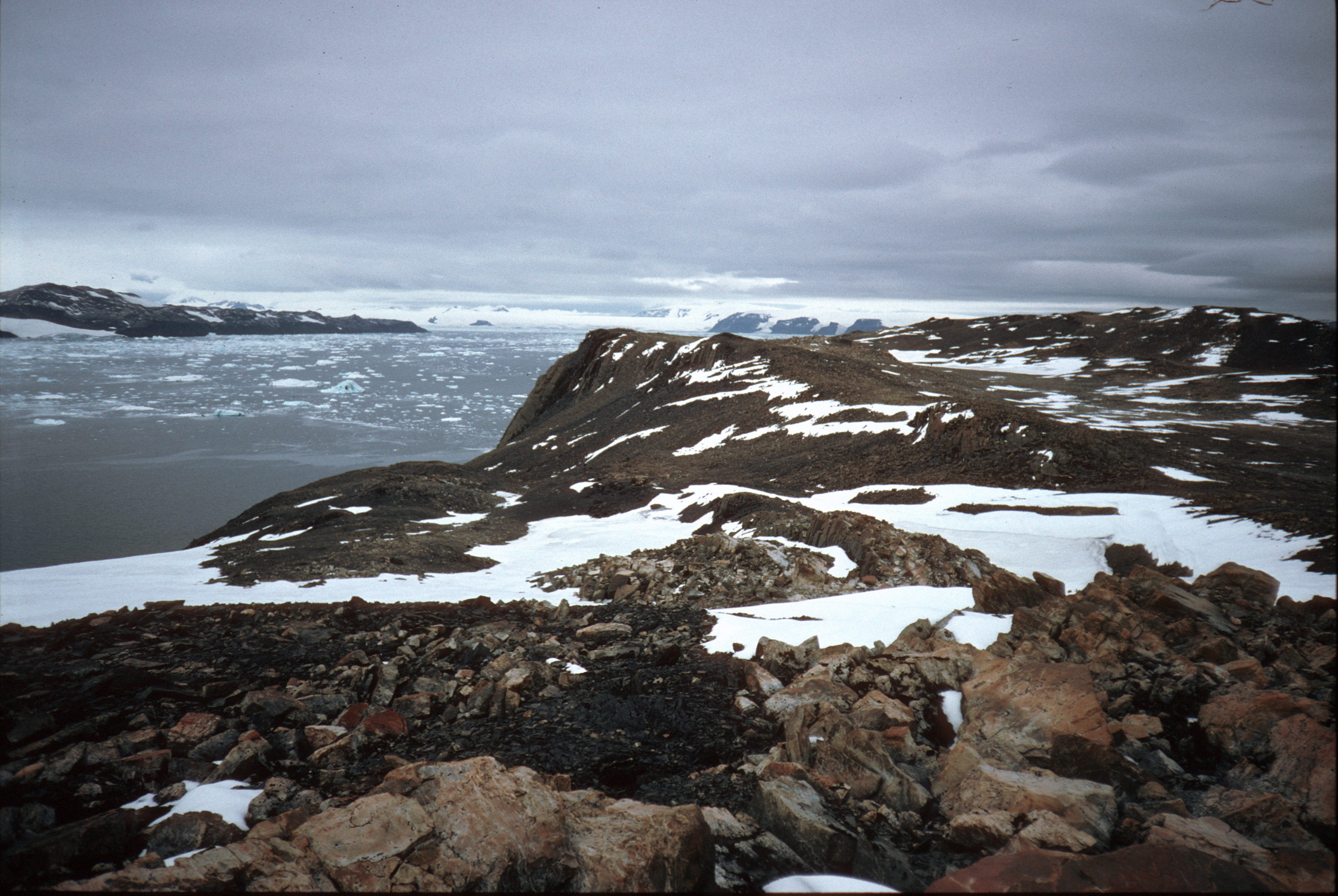

翡翠角（英語：Jade Point）是南極洲的海岬，位於葛拉漢地，處於特里尼蒂半島的亞特魯斯岬東端，是艾里灣的南部界線，由英國南極名稱諮詢委員會命名，現時由南極條約體系管理。